# William Hopper
William Joseph Hopper (ur. 8 sierpnia 1929 w Glasgow) – brytyjski polityk i ekonomista, poseł do Parlamentu Europejskiego I kadencji.

## Życiorys
W 1953 ukończył studia z języka francuskiego i hiszpańskiego na University of Glasgow, następnie przez dwa lata służył w Royal Air Force. Od 1956 przez trzy lata pracował w Nowym Jorku w koncernie W. R. Grace and Company, następnie kierował londyńskim biurem H Hentz & Co. W kolejnych latach zatrudniony na stanowiskach kierowniczych w bankowości inwestycyjnej, zajmował się m.in. udzielaniem pożyczek dla państw rozwijających się we wschodniej Azji i Europie Wschodniej. W 1969 został założycielem i szefem think tanku Institute for Fiscal Studies, zajmującego się opiniowaniem polityki ekonomicznej. Wyróżniany kilkoma branżowymi nagrodami, w tym jedną od Europejskiego Banku Inwestycyjnego. Opublikował także jedną książkę i artykuły dotyczące ekonomii.
W 1979 wybrany posłem do Parlamentu Europejskiego z ramienia Partii Konserwatywnej (wygrał z kandydatem labourzystów różnicą zaledwie 302 głosów). Przystąpił do frakcji Europejscy Demokraci. W 1984 nie uzyskał reelekcji. Od 1985 do 1987 kierował spółką zarządzającą Kanałem Manchesterskim. W 1996 założył przedsiębiorstwo z branży inwestycyjnej W J Hopper & Co Ltd.